# Cascade du Nideck
La cascade du Nideck est une chute d'eau du massif des Vosges située sur la commune d'Oberhaslach dans le Bas-Rhin.

## Géographie
La Cascade du Nideck est située à l'entrée de la Vallée de la Bruche, au sud des vestiges des Château du Nideck.